# Communauté de communes Arbois, Vignes et Villages - Pays de Louis Pasteur
Die Communauté de communes Arbois, Vignes et Villages - Pays de Louis Pasteur (CCAVV) war ein französischer Gemeindeverband mit der Rechtsform einer Communauté de communes im Département Jura in der Region Bourgogne-Franche-Comté. Sie wurde am 19. Dezember 2000 gegründet und umfasste 14 Gemeinden. Der Verwaltungssitz befand sich im Ort Arbois.

## Historische Entwicklung
Am 1. Januar 2017 wurde der Gemeindeverband mit
- Communauté de communes du Comté de Grimont und
- Communauté de communes du Pays de Salins-les-Bains

zur neuen Communauté de communes Arbois, Poligny, Salins, Cœur du Jura zusammengeschlossen.

## Ehemalige Mitgliedsgemeinden
1. Abergement-le-Grand
2. Arbois
3. Les Arsures
4. La Châtelaine
5. La Ferté
6. Mathenay
7. Mesnay
8. Molamboz
9. Montigny-lès-Arsures
10. Les Planches-près-Arbois
11. Pupillin
12. Saint-Cyr-Montmalin
13. Vadans
14. Villette-lès-Arbois